# Die Zaubergeige (film 1944)
Die Zaubergeige è un film del 1945 diretto da Herbert Maisch.

## Produzione
Il film fu prodotto dalla Berlin-Film e le riprese durarono da aprile ad agosto 1943. Gli esterni furono girati nel parco di Babelsberg mentre la scena del concerto finale fu girata a Schönbrunn, nel teatro del castello.

## Distribuzione
Fu presentato al Tauentzien-Palast di Berlino il 9 maggio 1944. Venne distribuito anche in Danimarca il 16 aprile 1945 con il titolo Trylleviolinen.